# Kościół Najświętszej Maryi Panny Anielskiej w Gołańczy
Kościół Najświętszej Maryi Panny Anielskiej w Gołańczy – dawna świątynia zakonna, znajdująca się w Gołańczy, w powiecie wągrowieckim, w województwie wielkopolskim. Jedyna pozostałość po działającym w latach 1701–1827 klasztorze bernardynów.
Dokładna data założenia świątyni nie jest znana. W źródłach historycznych wzmianka o niej pojawia się po 1608 roku. Jednak badania architektoniczne pozwalają wnioskować, że jest to budowla w stylu późnogotyckim i powstała około 1500 roku.
Początkowo był to mała świątynia jednonawowa, wzniesiona z czerwonej cegły. Około 1652 roku ówczesny właściciel Gołańczy, starosta nakielski Jan Wojciech (nazywany również Olbrachtem) Smogulecki – rozpoczął przebudowę świątyni, a właściwie na jej ruinach wybudował nową, większą budowlę. Dzieła swojego jednakże nie zakończył z powodu najazdu Szwedów na Polskę w 1655 roku. Bez jakiegokolwiek uposażenia, przez następnych kilkadziesiąt lat, świątynia pod wezwaniem Najświętszej Marii Panny, bo to było imię jej patronki, popadła w ruinę.
Dopiero Marcin Smogulecki, nowy właściciel Gołańczy, dokończył świątynię w latach 1695–1700. Na jej uposażenie oraz na uposażenie sprowadzonych w 1701 roku do klasztoru Ojców Bernardynów w Gołańczy, fundator ofiarował kwotę 15 000 guldenów.
W 1830 roku po kasacie klasztoru Ojców Bernardynów w Gołańczy, budowla została przez ówczesne władze pruskie przekazana gminie protestanckiej z niedalekich Smolar. Do gminy protestanckiej należała do 1945 roku.
W podziemiach świątyni została pochowana Kunegunda Drwęska, pierwsza małżonka Józefa Wybickiego.